# Ordine di Ramkeerati
L'Ordine di Ramkeerati è un ordine cavalleresco thailandese che viene di norma conferito alle persone benemerite verso lo scautismo.

## Storia
L'ordine è stato fondato il 26 novembre 1987 dal re Bhumibol Adulyadej.

## Classi
L'ordine dispone solamente della classe di membro.

## Insegne
- Il nastro è giallo con bordi neri e con all'interno due sottili strisce bianche.